# Humberto Costantini

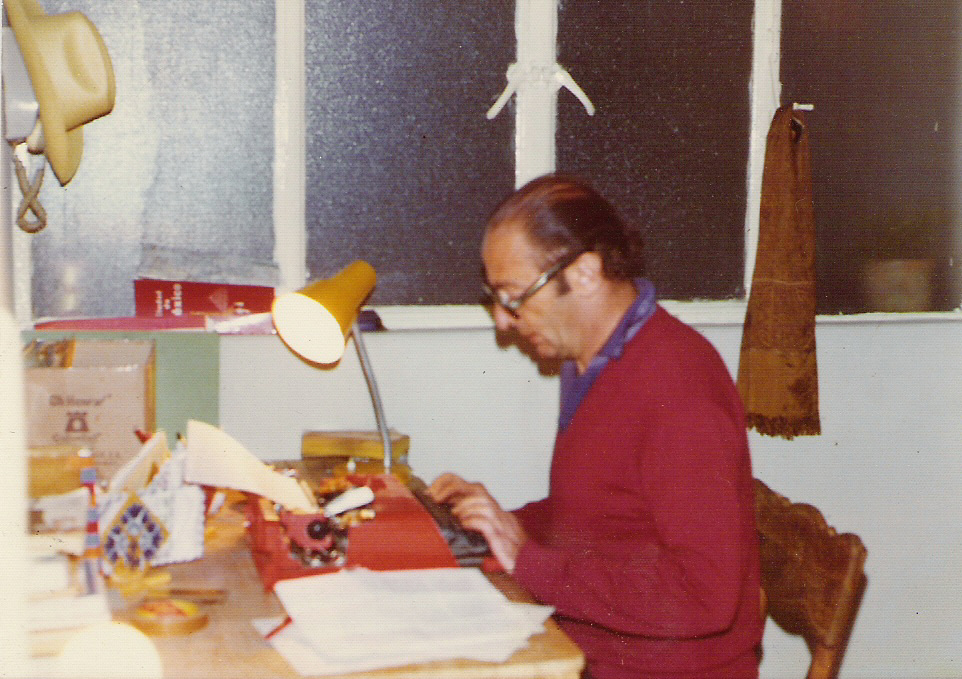
Humberto Costantini: «[Hay que] atornillarse a la silla».

Humberto Cacho Costantini (Buenos Aires, Argentina, 8 de abril de 1924 – Buenos Aires, Argentina, 7 de junio de 1987) fue un escritor argentino.

## Biografía
Nacido en una familia de origen judeo-italiano. Desde niño residió en el barrio porteño de Villa Pueyrredón. De su primer matrimonio con Nela Nur Fernández nacieron tres hijos: Violeta, Ana y Daniel. Completó sus estudios universitarios y se recibió de médico veterinario. Ejerció su profesión en los campos cercanos a la ciudad de Lobería, donde se trasladó con su esposa. En estos años nacieron sus dos hijas.
En 1955 regresó a Buenos Aires, donde ejerció diversos oficios, veterinario, vendedor, ceramista, investigador, etc. Al poco tiempo de volver a Buenos Aires, nació su hijo Daniel. A la par de ejercer estos oficios escribía, corregía, volvía a escribir diariamente, con una disciplina férrea, «atornillado a la silla», como solía decir. Su primer libro de cuentos, De por aquí nomás se publicó en 1958 y a partir de allí una larga bibliografía que abarca todos los géneros literarios, cuento, poesía, teatro, novela hasta su obra inconclusa: Rapsodia de Raquel Liberman en la cual, en tono bíblico, relata la gesta de una prostituta judía, esclavizada por la siniestra Zwi Migdal, quien se rebela contra este destino y deja su vida en ello.
Y aquí aparece una vez más el tema fundamental, el eje conductor de la obra y de la vida de Costantini: «Hacer lo recto a los ojos de Jehová, es decir acatar su destino...», como él solía decir. Esta actitud, este hacer lo recto, lo lleva en muchos momentos de su vida a, como Raquel, enfrentarse con los poderosos. Costantini es víctima de persecuciones políticas y de listas negras, de alcahuetes y chupamedias. Esta postura que Cacho, como lo llamaban sus amigos, ejercía sin aspavientos, naturalmente, como único camino posible para transitar por la vida, le generaba odios y lealtades profundas. Con Costantini no había medias tintas, o se era honesto o se era chanta. Costantini no perdonaba las agachadas de ninguna índole y esto lo hacía público. En concordancia con este perfil de convicciones fuertes con proyectos serios, era un hincha y férreo defensor del Club Estudiantes de La Plata, al que le dedicó un poema titulado "Porteño y de Estudiantes" con motivo de la obtención de la copa intercontinental de fútbol.
Desde joven se involucra en la militancia política, desde su época de estudiante se enfrenta con los fascistas de la Alianza Libertadora Nacionalista, militó en el Partido Comunista y posteriormente se alejó por tener serias divergencias con la conducción burocrática y prosoviética. Consecuente con su «hacer lo recto...» es su emotiva y profunda admiración hacia Ernesto Che Guevara. En los años setenta milita en la izquierda revolucionaria (Partido Revolucionario de los Trabajadores - Ejército Revolucionario del Pueblo) junto a otros escritores como Haroldo Conti y Roberto Santoro, quienes, secuestrados por la dictadura militar, aún permanecen desaparecidos. Escribe, entre sobresaltos y escapadas, en casas clandestinas, a horas impensadas, la novela De dioses, hombrecitos y policías, que publica en México y con la que obtiene el Premio Casa de las Américas. De esta novela dijo Julio Cortázar, «me encanta lo que Humberto Costantini hace y tengo mucha confianza en su trabajo. Para mi él es un escritor muy importante». Recientemente, otra de sus novelas, La Larga Noche de Francisco Sanctis (1984), se ha puesto en primera línea por la película argentina homónima (2016) de los directores Francisco Márquez y Andrea Testa.
En la novela, reeditada en 2009 por ediciones Lea, presenta los años de la dictadura en Argentina desde una perspectiva paródica. Narra la intervención de dioses que manejan a su antojo tanto a hombrecitos como a los policías, mientras unos y otros ignoran la presencia de los olímpicos y su protección o condena. Estos dioses griegos son especiales, no protegen a héroes sino a antihéroes. Y su conducta ―para nada ejemplar― desacredita su autoridad.
De dioses, hombrecitos y policías pone en primer plano la circunstancia de un intelectual de la época, al haber sido escrita entre el campo minado de la persecución y el tembladeral del exilio.
En 1976 Humberto Costantini es obligado exiliarse en México. Allí continúa su obra y obtiene premios importantes. Padece el exilio «que lo obliga a pasar lista diariamente a sus seres queridos como si a la ciudad la asolara un tifón...». Conduce talleres literarios y publica, hace programas de radio y se enamora. Como dijo a su regreso: «En fin, viví».
Otra de sus pasiones fue el tango.
Admirador de Osvaldo Pugliese, de Aníbal Pichuco Troilo y de Eduardo Arolas, fue cantor y bailarín, conocedor de letras y de historias de tango. En las reuniones de amigos no faltaba una guitarra que acompañara su voz llena de pasión en la milonga Marieta o en El adiós de Gabino Ezeiza. Compuso milongas y letras de tangos, algunos de ellos fueron grabados.
En 1983 regresa a Buenos Aires después de 7 años, 7 meses y 7 días de exilio. Allí vive la primavera democrática. Camina por su ciudad, conversa con las paredes de su barrio y con viejos amigos de la infancia, atorrantea boquiabierto por su Buenos Aires.
Su obra ha sido publicada en varios países e idiomas, entre otros en alemán, checo, inglés, finlandés, hebreo, polaco, sueco y ruso.
Contrae cáncer, enfermedad que lo lleva a la muerte ―a los 63 años― la madrugada del 7 de junio de 1987. La noche anterior había trabajado como cada día, aprovechando el leve bienestar entre quimioterapias, en su novela La rapsodia de Raquel Liberman, de la cual alcanzó a completar dos tomos. Esta obra permanece inédita.

## Obras
Novelas
- Háblenme de Funes (tres novelas breves). Ediciones en 1970/1980; llevada al cine en 1993.
- De dioses, hombrecitos y policías. Ediciones en 1979/1984/2009
- La larga noche de Francisco Sanctis.  Edición en 1984, llevada al cine en 2016.
- La rapsodia de Raquel Liberman. Dos tomos de tres concluidos; edición en 1987.

Cuentos
- De por aquí nomás. Ediciones en 1958/1965/1969
- Un señor alto, rubio de bigotes. Ediciones en 1963/1969/1972
- Una vieja historia de caminantes. Edición en 1970
- Bandeo.  Ediciones en 1975/1980
- En la noche. Edición en 1985
- El cielo entre los durmientes

Poesía
- Cuestiones con la vida.  Ediciones en 1966/1970/1976/1982/1986
- Libro de Trelew (narración épica). Edición en 1973
- Más cuestiones con la vida. Edición en 1974
- Porteño y de Estudiantes. Homenaje luego del Campeonato Intercontinental de Estudiantes de La Plata (16 de octubre de 1968)

Teatro
- Tres monólogos. Ediciones en 1964/1969
- Una pipa larga, larga, con cabeza de jabalí. Edición en 1981
- Chau, Pericles (teatro completo). Edición en 1986

### Obra Crítica
- Al sur de casi todo. Humberto Costantini y su obra. (Hernán Fontanet, Buenos Aires, Argentina: Unipe: Editorial Universitaria, 2017.) ISBN 9789873805226.
- In Praise of Tears: The Quest for Identity in Humberto Costantini’s Poetry. (Hernán Fontanet, Porto Alegre, Brazil: Editoria da Pontifícia Universidade Católica do Rio Grande do Sul, 2016.) ISBN 9788539707607.